# ジュラシック・パーク (小説)
『ジュラシック・パーク』（Jurassic Park）は、1990年に出版されたマイケル・クライトンによるSF小説。バイオテクノロジーを駆使して蘇らせた恐竜たちによる惨劇を描くパニック・サスペンス。
ヴェロキラプトルを「知力が高く厄介な存在」と設定し、最大の脅威として描いている。これは続編『ロスト・ワールド -ジュラシック・パーク2-』でも同様である。
SFエンターテイメント作品だが、原作・映画全体を通して背景には「生命倫理や生命の進化・歴史」「テクノロジーの進歩と過信」に対する哲学的テーマが存在する。
現実では、2012年のマードック大学の研究によって、DNAの半減期が521年で、DNAの復元に必要な長さのDNA断片が残るのは約100万年前までと推定され、恐竜の絶滅から約6500万年が経過した現代では、生息当時のDNAを用いた恐竜の再生は実現不可能であると判明した。

## 登場人物

### 「ジュラシック・パーク」モニター客
アラン・グラント
主にモンタナで発掘をする古生物学者。40代で、妻と死別し独身で自身の子供はいない。多数の恐竜の卵の化石を発見し、また恐竜に母性本能があった可能性を主張する。この時点ではT-レックスに関して「動いている相手しか襲わない」「雨に弱い」という持論を持っていたが小説版の続編で否定されている。ヴェロキラプトルとデイノニクスが同種であったと仮説を立てている。
インターナショナル・ジェネティックス社（インジェン）から恐竜の育て方について助言を求められており、気候の関係から現地滞在可能な期間が限られているモンタナでの発掘の最中ということで、パークへの視察には乗り気でなかったが、3日で6万ドル（エリーと合わせて12万ドル）の顧問手当てに目がくらみこれを受諾する。子供好きな性格。冷静であり頭も切れる。
小畠郁生は原作の解説にて、グラントのモデルはモンタナ州立大学ロッキーズ博物館のジョン・ホーナーで“ビールのすすめ方もうり二つ”であると述べている。
エリー・サトラー
アラン・グラントの研究助手。古植物学が専門。
グラントの研究室の若い大学院生であり、別の男性とすでに婚約している。パーク視察の際、病気のステゴサウルスを見つけ、「胃石を飲み込む際に有毒植物を接種し、中毒を起こした」と解明する。また、原作ではジェナーロは彼女を名前でしか知らず、対面するまで男性だと思っていた。
イアン・マルコム
テキサスの数学者。複雑系＝いわゆるカオス理論の専門家。
自然界への敬意に欠け、神の真似事をしようとするパークの複雑なシステムは必ず破綻すると視察前から主張する。第二の主人公的な立ち位置で、重要なキーワードであるカオス理論を通して、自然を支配しようとするジュラシック・パークのエゴイズムを糾弾、パークの欠陥を暴く。
皮肉屋でハモンドには嫌われている。子供たちを救出するために囮になり、T-レックスに襲われた。その後、エリーやハーディングに救出され、モルヒネを投与され、意識朦朧となりながらもハモンドを糾弾する。
自らの生活様式をとことん追求し、ファッションは無駄と断言し、同じような服装しか持たない。
ティモシー・マーフィー
ハモンドの孫。愛称は「ティム」。11歳ながら恐竜について深い知識を持った少年。父親には「頭に恐竜を飼っている」と言われている。グラントやマルドゥーンも感心するほど賢いレックスの兄であり、終盤でパークの全システムを再起動させる。
アレクシス・マーフィー
ハモンドの孫。愛称は「レックス」。わがままで手を焼かせるティムの妹で、勝気で野球好き。
ドナルド・ジェナーロ
カウアン、スウェイン&ロス法律事務所に所属するインジェン社顧問弁護士。当初からハモンドの常軌を逸した計画に懐疑的でボスのダニエル・ロスに心配事をこぼしていた。
子供たちを守ろうとしたり、マルドゥーンのパークの捜索に率先して同行するところなど勇敢な面もあるが、ラプトルの営巣地の調査を拒否した際にはマルドゥーンにスタンガンを突きつけられ、半ば強引にグラント一行によるラプトル調査につき合わせられる。また、ヴェロキラプトルの亜生体を乗せた補給船が本土に上陸する寸前には弁護士の知識を使い、でたらめな法律で船長の上陸を阻止した。パークのスタッフたちがマルコムの主張を無視していたのに対して、パークがマルコムの理論通りになることを不安に思っていた。

### 「ジュラシック・パーク」スタッフ
ジョン・ハモンド
インジェン社、ハモンド財団創始者。76歳。
悪辣なビジネスマンとしての色合いが強い典型的な山師であり、その商才は一方的に弁舌をふるう強引な金集めの面で強力に発揮される。ジュラシックパーク建設に際しては、遺伝子操作で造り上げた手の平サイズのゾウを持参して出資者を説得してまわった。子供たちを楽しませることを目指してはいるが、これもあくまで金儲けのための過程としてしかとらえておらず、ヒステリーを起こして子供たちへの恨み言を心中で吐く場面もある。自らは命令するだけ自己中心的かつ頑迷なその性格から、ネドリーを始めとするほとんどのスタッフから信頼されていない。恐竜を「自分の高価な財産」と考え、凶暴なラプトルの処分や緊急時の対恐竜用武器の装備、性質をおとなしくするための遺伝子改良はおろか、生態解明のための解剖すら許さない。ラプトルが脱走した際にも、マルドゥーンに「わしの恐竜に何をするつもりだ」と食って掛かり「（この状況では）主語が逆ですね」と返されている。
終盤でプロコンプソグナトゥスの群れに襲われ、死亡した。
ジョン(レイ)・アーノルド
パークのチーフエンジニア。兵器開発に携わったのち、ディズニーワールドをはじめとする大手アミューズメントパーク建設に次々に参加。その経歴はハモンドからも認められている。口癖は「9月オープン」。マルドゥーンと並び、現場の立場からハモンドに対して積極的に意見する人物。カオス理論はある程度理解しており、ジェナーロに解説するほどだが、本人は『システムの管理を徹底すれば問題は解決される。』と言及しマルコムの理論を完全に否定している。ヘビースモーカーらしく、原作でも映画では何本も煙草を吸っている。
ネドリーシステム解除のプログラミングを膨大なデーターから解読し、緊急時に見舞われた際は不眠不休になりながらシステムの再構築に従事する。
パークのシステムダウン後、電源復活のために発電所に向かったところ、所内でラプトルに襲われて死亡。
ロバート・マルドゥーン
恐竜監視員。ケニア生まれで元はアフリカのハンティングガイド。50歳。80年以降は野生動物コンサルタントとして実績を重ね、動物園における各種動物区の境界を指示していた。動物の恐ろしさを知らないハモンドを「口うるさい小男」と嫌っている。一部の恐竜は動物園で管理できる代物ではないと主張し、対戦車誘導ミサイルなどの強力な兵器を管理本部に要求している。恐竜が逃げ出した後はジェナーロとともに生存者の捜索と恐竜の処分を行った。T-REXやラプトルを殺傷するが、自身も負傷する。
デニス・ネドリー
ハーバード大出のエンジニア。塩基解読用のスーパーコンピューターの並列処理を実現するなど優秀な人物だが、ハモンドは勤務態度の悪さなどから彼を一切評価せず、他のスタッフからも有能だが扱いづらい厄介者とされている。恐竜復活に必要なDNAの膨大なデーターの解析を行ったのもネドリーであり、仕事は恐竜の遺伝子配列の解析からパーク内のシステム管理に至るまで多岐に渡っていた。
金銭目的で恐竜の胚を盗んで他のバイオシン・コーポレーションに渡すというスパイ的取引を企むが、港にジープで向かう途中、ディロフォサウルスに襲われ、生きたまま臓物を食われながら死亡。一連の事件を起こした張本人だが、雇用面などでは才能に反してインジェン社から不当な扱いを受けていたことも事実である。
ヘンリー・ウー
遺伝子学者。恐竜のクローン再生の最大の功労者であると同時に、コンピュータにも強く、パークの管理システムにも精通している。
大学院で研究中に教授が故人となり行き場を失っていた所、ハモンドの熱弁に乗せられてクローン研究に参加したが、その目標が実現した現在、恐竜をより改良を加え一般の人間に対しても無害な存在にすべきだとハモンドに通告しているが、ハモンドは自然のままのリアルティを求めるあまり、意見が対立しており、もはや利用価値はないと思われている。恐竜の個体数の制御のため全ての恐竜を雌にしていたが、グラントから爬虫類の性転換の過程を語られ個体数の管理が上手く行ってないことを痛感する事となる。恐竜に改良を加えるたび、ソフトウェアのようにヴァージョンをナンバリングするが、そのやり方にグラントは違和感を覚えた。アーノルドの見落とした点にも気づいてシステム復旧に尽力するが、終盤、ラプトルからエリーを助けようとして自分がえじきになる。
エド・リージス
インジェン社のジュラシック・パークの広報室室長で開演前に世界各地にパークのマーケティングを行っている人物。ラプトルの事故で重傷を負った労働者ジョフェリーを、ヘリコプターで本土のバヒヤ・アニャスコ村の診察所に連れて行った。医師のボビー・カーターに重傷の原因を聞かれた時、建設工事の事故だと嘘をついていた。内心子供嫌いで、広報活動で多忙ながら、最初のパークのツアーガイドとレックスとティムの面倒も嫌嫌ながら余儀なくされたが、レックスのキャッチボールに付き合うなど面倒見はいい人物。ツアー車の中でパークのシステムダウン後、ティラノサウルスの暴走前に危機を感じレックスとティムを残して一人逃げ去り岩の中に逃げ隠れた。一人で隠れて難を逃れていたが後に1人でビジターセンターに戻ろうとする中、アランたちの目の前でオスの子供のティラノサウルスの餌食となる。マルコム、マルドゥーン、ジェナーロが彼の切断された足を発見している。
ハーディング
ジュラシック・パークに常駐している獣医で、恐竜の生態について現時点で最も多くの知識を会得している人物。物語を通して活躍し、最後まで生き残る。
原作で登場するのは苗字のみで名前は判明していない。続編に登場するサラ・ハーディングと同姓で、親子関係にあることが作中で示唆されている。
怪我を負ったマルコムの治療を担当する。
ジョフェリー
18歳の少年と示されており、重傷を負ってエド・リージスがヘリコプターでコスタリカ本土のロベルタ（ボビー）・カーターが営む診察所に連れて行くが、最後に「ラプトル」と言い残して死んでいる。

### ボーマン家
ティナ・ボーマン
家族とともにランドローバーでコスタリカ西海岸のカボ・ブランコの海岸を訪れていた少女。夏休みの宿題で生物のスケッチを行ってた所、プロコンプソグナトゥスと接触して負傷する。間もなく両親に発見されたため一命は取り留めたが、インジェン社の幹部がトカゲに襲われたと恐竜の存在をもみ消す事となる。
マイク・ボーマン
ティナの父親。放任家で娘にも自由に行動させるが、皮肉にもそれが娘の一大事に繋がる。ティナがプロコンプソグナトゥスの群れに襲われた際、すぐに救出に向かったことで、結果的に娘を救うことができた。
エレン・ボーマン
ティナの母親。自身の美容整形の為に今回の旅行を計画する。

### その他
ルイス・ドジスン
インジェン社のライバル会社バイオシン・コーポレーションの遺伝学者。産業スパイなどの汚い仕事を引き受けることが多い。空気感染する編集を施した狂犬病ウイルスを民間機で運ぶなど、危険な人物。
マーティン・ギティエレス
コスタリカのフィールド生物学者で、イスラ・ヌブラルから脱走しコスタリカ沿岸で人的被害を出していたプロコンプソグナトゥスの標本を手に入れ、グラントに解析を依頼する。また、騒動が終結した後にも登場する。
ロベルタ（ボビー）・カーター
女性医師。シカゴの病院で2年間、救急医療の経験を持つ。後にコスタリカのバヒヤ・アニャスコと言う漁村で診察所を開き医師として働いていた。ラプトルの事故で重傷を負ったジョフェリーと言うインジェン社の労働者の若者がエド・リージスにより連れてこられたとき、手当てをした。エドは建設工事の事故によるものだと嘘をついたが、彼女はジョフェリーの体についた傷が野生動物の爪によるものだと確信した。ジョフェリーは「Lo Sa raptor」とつぶやいて息絶えるが、彼女はジョフェリーが言った「ラプトル」の意味が分からなかった。彼女は傷跡の写真を撮ったが、エドが乗ったインジェン社のヘリコプターが去ったとき、証拠隠滅で盗まれた。
マヌエル・アラゴン
医師であるボビー・カーターの助手。バヒヤ・アニャスコ村の人物。迷信を信じており、患者のジョフェリーが死ぬ間際に「Lo Sa raptor」とつぶやくと、カーターと「ラプトル」の意味で議論した。彼は地元に伝わる「フッピア（Hupia）」と言う吸血鬼の事だと主張した。

## 恐竜の再生
琥珀に閉じ込められた蚊の腹部の血液から恐竜のDNAを採取し、これを解析・復元した上で欠損部位を現生のカエルのDNAで補完し、さらにこれをワニの未受精卵に注入することで恐竜を再生する手法が描かれる。この設定により、原作当時に勃興しつつあったバイオテクノロジーを背景として、恐竜を現代によみがえらせるという一見非現実的なテーマに大きなリアリティを与えることに成功している。なお、現生種に近い蚊のもっとも古い化石は7,900万年前の白亜紀のカナダ産の琥珀から見つかっており、より原始的な蚊は9,000万年から1億年前のジュラ紀の琥珀から見つかっている。
DNAの欠損部位の補完に使われたカエルが周囲の個体の雌雄比率にしたがって性転換をする種であることが示される。これが発生時にメスのみを生み出すことで恐竜の個体数をコントロールしようとしたパークスタッフの意図に反して恐竜が自ら繁殖を始めてしまう理由となっており、続編のロスト・ワールドに繋がる伏線ともなっている。
また恐竜達は島から逃げ出した際の対応策として、遺伝子操作により必須アミノ酸であるリシンを体内で作ることができないようにされているため、人間が餌でリシンを与えない限りやがて死亡する仕組みとなっていた。しかし、最終盤ではリシンを多く含む豆類やニワトリの食害が本土で発生しており、恐竜が島から脱走したことを示唆して物語は終わる。続編『ロスト・ワールド -ジュラシック・パーク2-』では、草食恐竜はソルナ島でリシンを多く含む豆類を好んで食べることで補給していて、更にその草食恐竜を肉食恐竜が捕食することでリシン欠乏を防いでいたと語られている。

### 生物再生の現実性
現実的には、琥珀に閉じこめられて地質年代を経た血球の核のDNAは損傷が激しいと考えられる。生物遺体のDNA情報は521年に半分の割合で失われるという研究があり、これに基づけば、数千万年前の恐竜時代のDNA情報はほぼゼロとなる。琥珀中ではなく、剥製や永久凍土中に保存されている絶滅生物のDNAから情報を復元し、絶滅生物のクローニングを目指す研究は実際に行われマンモスなどはこの対象として良く取り上げられる。

## 登場する恐竜・古生物
パークでは15種の恐竜が復元された。
ヴェロキラプトル（ラプトル） Velociraptor
原作文中の記述によればヴェロキラプトル属のモンゴリエンシスである模様。作中での主な呼称は「ラプトル」。狩猟本能に長け空腹でなくともほかの動物を殺し、霊長類をも凌ぐ高い知能を持つ動物であると設定されている。主に後肢の大きく鋭い鉤爪を使って獲物を襲う。リーダー格の1頭はロバート・マルドゥーンにより「ビッグ・ワン（The Big One）」と言う愛称を付けられていた。
アパトサウルス Apatosaurus
トリケラトプス Triceratops
ステゴサウルス Stegosaurus
有毒植物を胃石のために飲み込み、6週間期で中毒を起こしていた。
ティラノサウルス・レックス Tyrannosaurus rex
ロバート・マルドゥーンが「レクシィ（Rexy）」と言うニックネームを付けて呼んでいた。またレクシィと一緒に2歳ぐらいの若いオスのティラノサウルス（Juvenile Tyrannosaurと示されている）が登場しているが、レクシィとの相互作用はない。
作中では静止している獲物を視認できないとされている。
ディロフォサウルス Dilophosaurus
顎の力が弱く、毒液を噴射することで獲物を麻痺させるという架空の設定が追加されている。
プロコンプソグナトゥス Procompsognathus
群れで行動する超小型の恐竜で、「コンピー」の愛称で呼ばれていた。自分より大きい獲物に幻覚作用のある毒を牙で注入して弱らせ、ピラニアのように群らがって捕食するという生態で描かれている。物語終盤で、足を滑らせて転倒したハモンドを襲い、食い殺してしまう。
ケアラダクティルス Cearadactylus
翼竜ドームでグラント一行を襲った。縄張り意識が強く、侵入者に突進するという習性が描かれた。レックスのグローブを持ち去り、レックスには「喉につまらせて死ねばいい」と吐き捨てられている。
スティラコサウルス Styracosaurus
ハドロサウルス Hadrosaurus
マイアサウラ Maiasaura
エウオプロケファルス Euoplocephalus
ヒプシロフォドン Hypsilophodon
オスニエリア Othnielia
ミクロケラトプス Microceratops
メガネウラ Meganeura
原始的な巨大トンボ。竜脚類のパドックの森で、ティムとレックスとアランが遭遇した。レックスがこの生き物は何なのか、アランに尋ねるとグラントは「トンボで、ジュラ紀は巨大な昆虫の時間だ」と答えていた。ただしメガネウラはジュラ紀以前に絶滅したとされている。
人間に危害が無いので、パークでの先史時代の感触の雰囲気を出すためにこの生物も造られ、パーク内に追加された。

## 舞台となった島
ジュラシック・パークの舞台となったのはイスラ・ヌブラル島という架空の火山島であり、スペイン語で『雲の島』という意味を持つ。イスラ・ヌブラル島は中米にあるコスタリカの沖から約200km離れた所に位置している。ココ島がモデルだと言われている。
原作のイスラ・ヌブラル島は水滴を逆さにした形に似ていると記されている。島の長さは12kmで最も幅が広い部分は約5km。面積が35平方kmと、イメージされるよりも小さく、最も標高が高い位置は高度600mしかない。
イスラ・ヌブラル島は熱帯雨林に覆われており、2つの川が島の東と北に伸びている。原作では島の中心には広大な人造湖と大きな鳥小屋があるとされているものの作中では描写されなかった。
ハモンド財閥は恐竜のテーマパーク「ジュラシック・パーク」を島に作った。しかし、恐竜が逃げ出す事件が起きパークは壊滅した。
ジュラシック・パーク事件の後、イスラ・ヌブラル島の全ての建物の破壊と、全ての恐竜を殺す為にコスタリカ空軍によるナパーム弾の爆撃が言及されている。

## 登場する施設及びメカニック
インターナショナル・ジェネティックス・インコーポレーテッド
通称インジェン社。世界的な大企業。ハモンドが創立する。
ジュラシック・パーク
イスラ・ヌブラル島に建設された恐竜のテーマパーク。恐竜を培養する科学施設も兼任している。ジョン・ハモンドにより、パーク内はもちろん当時最新のセキュリティ技術、施設内設備、パークで出される料理、施設内アナウンスまで一流のものを取りそろえている。恐竜は自発的な繁殖を避けるためにすべてメスのみを培養しているはずであった。恐竜の復元のみでなく原始植物も復元し、恐竜時代の世界そのものを再現しており、マルコムによる推薦状によって開園される予定であったが、恐竜の技術を狙うライバル企業およびセキュリティを担っているネドリーの裏切りにより事態が左右することとなる。グラントらがヘリで脱出した直後にコスタリカ政府によって爆撃され破壊される。
ビジターセンター
「ジュラシック・パーク」の中心的な施設。厨房、VIP用の食堂、冷蔵倉庫、ギフト・ショップ、遺伝学の研究室、緊急バンカーのルーム、コントロール・ルームなどがある。建物の地下は職員が乗る車とツアー車を収納する為のガレージになっている。
ヘリポート
イスラ・ヌブラル島にある柵に囲まれた滝が流れる小さな湖に面した処にあるヘリポート。
イーストドック
イスラ・ヌブラル島の北東部にある、恐竜の胚を盗んだデニス・ネドリーが夜の嵐の中、ジープで向かっていた船乗り場。
電圧1万ボルトの柵
恐竜が外部に飛び出さないために最大のセキュリティとして使用されている電圧の柵、しかし、ネドリーの裏切りによる行動の結果機能しなくなる。
ラプター・ペン
ヴェロキラプトルを保管する為の隔離された特別な囲いの施設。フェンス越しにグラント一行を襲おうと飛びかかってきた。その行動を見てマルコムは「過去に人間を襲った」と言い当てた。
ティラノサウルスのパドック
大人と子供の2羽のティラノサウルスがパドックにおり、訪問者を乗せた電気自動車のツアー車がトリケラトプスのパドックの次に通るコースの一つ。
ディロフォサウルスのパドック
ディロフォサウルスがいるパドック。訪問者を乗せた電気自動車のツアー車が最初に到着する場所。
トリケラトプスのパドック
イスラ・ヌブラル島にあるトリケラトプスがいるパドック。訪問者を乗せた電気自動車のツアー車がディロフォサウルスのパドックに続いて通るコースの一つで、パドックのすぐ横はディロフォサウルスとティラノサウルスのパドックである。
翼竜ドーム
ケアラダクティルスの鳥小屋。
発電所
「ジュラシック・パーク」の発電所。
貯蔵建物
貯蔵建物。コンクリートで出来た小さな建物で、使われなくなって長年放置されていた。
トヨタ・ランドクルーザー
恐竜ツアーのために特別改造された最新鋭の電気自動車。コンピューター制御でレールに沿ったコースを無人走行する。タッチパネル式のツアー情報端末、監視カメラ、緊急時による防災グッズを装備している。ビジターセンター内のコンピューターで発進、停車をコントロールしている。
2台登場し、エド・リージス、レックス、ティム、ジェナーロ、グラント、エリー、マルカムが搭乗し初ツアーを行った。ティラノサウルスが襲撃し、横転させ、放り投げて樹にぶら下がった。

## ラジオドラマ版
1993年6月14日から7月2日まで、NHK-FMの『青春アドベンチャー』にて放送（全15回）。日本国内で映画版が公開される前に放送されたため、先取りする形となった。
原作に沿った登場人物の言動、ストーリー進行、演出となっているのが特徴である。

### 出演
- グラント：海津義孝
- エリー：大輝ゆう
- マルコム：小須田康人
- ハモンド：川久保潔
- ジェナーロ：古田新太
- ネドリー：渡辺いっけい
- レックス：前田悠衣
- ティム：あづみれいか

## 映画ノベライズ

### 翻訳書
ゲイル・ハーマン著、天野薫の翻訳による映画版のノベライズ『ジュラシック・パーク ザ・ノヴェライゼーション』（ISBN 978-4594011710）が扶桑社の扶桑社ミステリーから1993年6月に刊行された。

### 日本の児童書
高木敦史著、ありがひとし絵による映画版のノベライズ『ジュラシック・パーク』（ISBN 978-4591177334）がポプラ社のキミノベルから2023年3月に刊行された。

## コミック
Topps comicsから1993年にコミック化もされた。ウォルター・サイモンソンによって描かれ、映画版の内容を全4冊のストーリー構成で描いている。
また同じくTopps comicsから映画の物語の以前の話を描いた、ウォルター・サイモンソンによって描かれたジュラシック・パークのコミック作品、「Genesis」編と「Betrayal」編の作品がある。
Genesis
映画版の数年前の話。ハモンドとドナルド・ジェナーロはイスラ・ヌブラル島の丘に立ち、来たるべきテーマパーク建設の為、ブルトーザーの車両が土地を開発している様子を見渡す。すでにパーク建設に予算がオーバーし、予定より大幅に遅れている。不安がるジェナーロを和らげる為、ハモンドは気が乗らないジェナーロをジープで仮設住宅に連れて行き、恐竜や怪獣映画のクリップ映画を見せる。その後、もうひとつの場所、遺伝子の研究所にも連れて行き、遺伝子学者ヘンリー・ウーを紹介し、研究所で卵から孵った小さなトカゲの様な生き物を見せる。しかしジェナーロは小さな動物にうんざりするが、ハモンドは大きくなってティラノサウルスになると説明する。しかし全然感動しないジェナーロに、ハモンドは彼に、「いつかこの小さな仲間はあなたを驚かせるだろう」とジェナーロに回答する。
Betrayal
デニス・ネドリーがヘリコプターに乗って初めてイスラ・ヌブラル島にやって来る。ハモンドがネドリーの為に施設のツアーを行い、ネドリーをジープに乗せトリケラトプスの群れを見せた。彼は初めて島で恐竜が造られている事を理解する。この場所は金儲けになると思ったネドリーは、仕事のために安く値をつけたと思い始める。後で、ネドリーとハモンドは、ネドリーの補償に対する多くの議論の彼らの最初を持つ。8週間後にネドリーはパークの鍵は恐竜の胚だと理解する。二週その後、誰も彼がいつ違法な行動を起こすかについてわからない様に、彼はプログラムの腕前を使い、必要に応じてコンピューター・ログをオフに出来る裏の方法を作成する。そして、彼はインジェン社のライバル会社に電話を掛けた。
また映画版のコミカライズが坂本かずみ作画でコミックボンボンに連載、単行本全1巻（ISBN 4-06-321678-0）

## ゲーム
- Nintendo Entertainment System - 1993年に発売されたアクションアドベンチャーゲーム『Jurassic Park (NES video game)』。
- スーパーファミコン - 1994年にOcean Softwareが開発し、ジャレコから発売されたアクションアドベンチャーゲーム。
- メガドライブ - BlueSky Softwareが開発した横スクロール型のアクションゲーム。アラン・グラント博士編かラプトル編のどちらかを選んでステージを進んでいく。1993年発売
- 同メガドライブ - Jurassic Park: Rampage Edition - BlueSky Softwareが開発し北米のメガドライブで発売された横スクロール型のアクションゲーム。日本でも発売された上記のゲームと似た様な内容のゲームで、アラン・グラント博士編かラプトル編のどちらかを選んでステージを進んでいく。1994年発売。
- メガCD - 『ナイトトラップ』、『夢見館の物語』、『AX-101』に続くバーチャルシネマシリーズの第4作目として1994年に発売。
- アーケードゲーム
  - 1994年版 - 映画版をベースとしたガンシューティングゲームが、セガから1994年に登場した。映画版の後日談の内容で、ジュラシック・パーク事件の後のイスラ・ヌブラル島を後片付けする為、島に行ったインジェン社のコマンド隊員となり、次々に襲い来る恐竜を麻酔銃で打ち倒し進む、というストーリー。同社が過去に出したガンシューティング、『レールチェイス』とほぼ同じ稼動筐体を採用し、ライフがゲージ性になっている以外はシステムもほぼ同様。2Dによる疑似3Dでありながらも迫力ある演出が特徴でプレイヤーを魅了したが難易度は高め。筺体は後に『レールチェイス2』へもコンバージョンできた。
  - 2015年版 - 『ジュラシック・パーク アーケード』のタイトルで、バンダイナムコエンターテインメントより2015年7月稼働(開発及び海外での発売元はRAW THRILLSが行った)。映画4作の『ジュラシック・ワールド』に関連した内容にもなっている。1994年版と同様にガンシューティングゲームとなっている。[4]
  - 2017年版 - 『ジュラシック・パーク 42インチver』のタイトルで、バンダイナムコテクニカより2017年7月発売(2015年版同様、開発及び海外での発売元はRAW THRILLSが行った)。前2作と同様にガンシューティングゲームとなっており、42インチモニターを採用[5]。
- ジュラシック・パーク・インタラクティブ - ユニバーサルインタラクティブが開発し、1994年に3DOにて発売。
- Jurassic Park 2: The Chaos Continues - 1994年に北米でSNESとゲームボーイで発売された、映画の続編的な内容の横スクロール型のアクションゲーム。
- ジュラシック・パーク インスティテュートツアー Dinosaur Rescue - 2003年開催のイベント『ジュラシック・パーク インスティテュートツアー』での会場限定販売のゲームソフト。対応機種はゲームボーイアドバンス。内容は単純なミニゲーム数本の詰合せである。

## ユニバーサル・スタジオ
世界のユニバーサル・スタジオ・テーマパークには、映画をもとにしたテーマエリア及びアトラクション「ジュラシック・パーク・ザ・ライド」が存在する。

## アニメシリーズの中止
映画の成功により、1993年にユニバーサルのアニメ部門であるユニバーサル・カートゥン・スタジオ（ユニバーサル・アニメーション・スタジオ）が、映画本作のスピンオフとなるアニメシリーズの企画もされていた。アーティストのウィリアム・スタウトが雇われ、スタウトによって幾つかのコンセプトアートも描かれた。しかし、結局はジュラシック・パークのアニメシリーズが制作される事はなかった。